# Diego Mateo Zapata
Pour les articles homonymes, voir Zapata.
Diego Mateo (Matheo) Zapata Mercado (né en août ou le 1er octobre 1664 à Murcie et mort en juillet 1745 à Séville) est médecin et philosophe espagnol judaïsant.
Il est considéré comme l'un des protagonistes les plus importants et éclectiques du renouveau scientifique espagnol au XVIIIe siècle.

## Biographie

### Origines
Il naît selon les sources en août ou le 1er octobre 1664 à Murcie ; on le baptise dans l'église paroissiale murcienne de San Nicolás de Bari, le 1er septembre, avec pour parrain Diego Rodríguez Núñez ; son prénom est donc imposé. Il est le fils du notaire Francisco Zapata et de Clara de Mercado Núñez de Acosta, deux conversos,. Ses parents descendent de marchands judéo-portugais liés au commerce de la soie et immigrés via Tolède au XVIe siècle.
Ses deux parents marranes sont emprisonnés par l'inquisition de Murcie de 1678, et sa mère est condamnée à la prison à perpétuité et tous ses biens sont confisqués,. À partir de ce moment, Diego décide de cacher sa foi juive et de se présenter en fervent chrétien.

### Formation
Il étudie à partir de ses 17 ans la médecine à l'Université de Valence puis à l'Université d'Alcalá où il devient le disciple du professeur, également d'origine juive, Francisco Enríquez de Villacorta. Il obtient son baccalauréat, étudie la médecine puis obtient son doctorat à l'âge de 21 ans.
Vers 1686, il entre à l'Hospital General y de la Pasión de Madrid et se retrouve aux réunions de l'historien le marquis de Mondéjar et de l'érudit Nicolás Antonio, qui « servent de noyau aux idées scientifiques modernes ».

### Carrière
Galien dans sa jeunesse, il s'oppose alors aux allégations de plusieurs médecins et scientifiques de son époque (José Gazola (1661-1715), Juan de Cabriada ou William Harvey) - ce qu'il regrettera partiellement plus tard, en devenant le fer de lance des idées scientifiques innovantes,. Il s'installe à Madrid vers 1687. Il publie en 1691 Vraie apologie de Médecine rationnelle.
Malgré un certain succès dans son domaine, il est accusé de judaïser en secret et emprisonné par l'Inquisition, en 1692 à Madrid, transféré à Cuenca, puis acquitté grâce l'absence de preuves et l'appui de membres de la Cour.
Il devient l'un des médecins les plus en vue de la capitale espagnole, avec parmi ses patients Juan Francisco de la Cerda et Luis Manuel Fernández de Portocarrero-Bocanegra y Moscoso-Osorio.

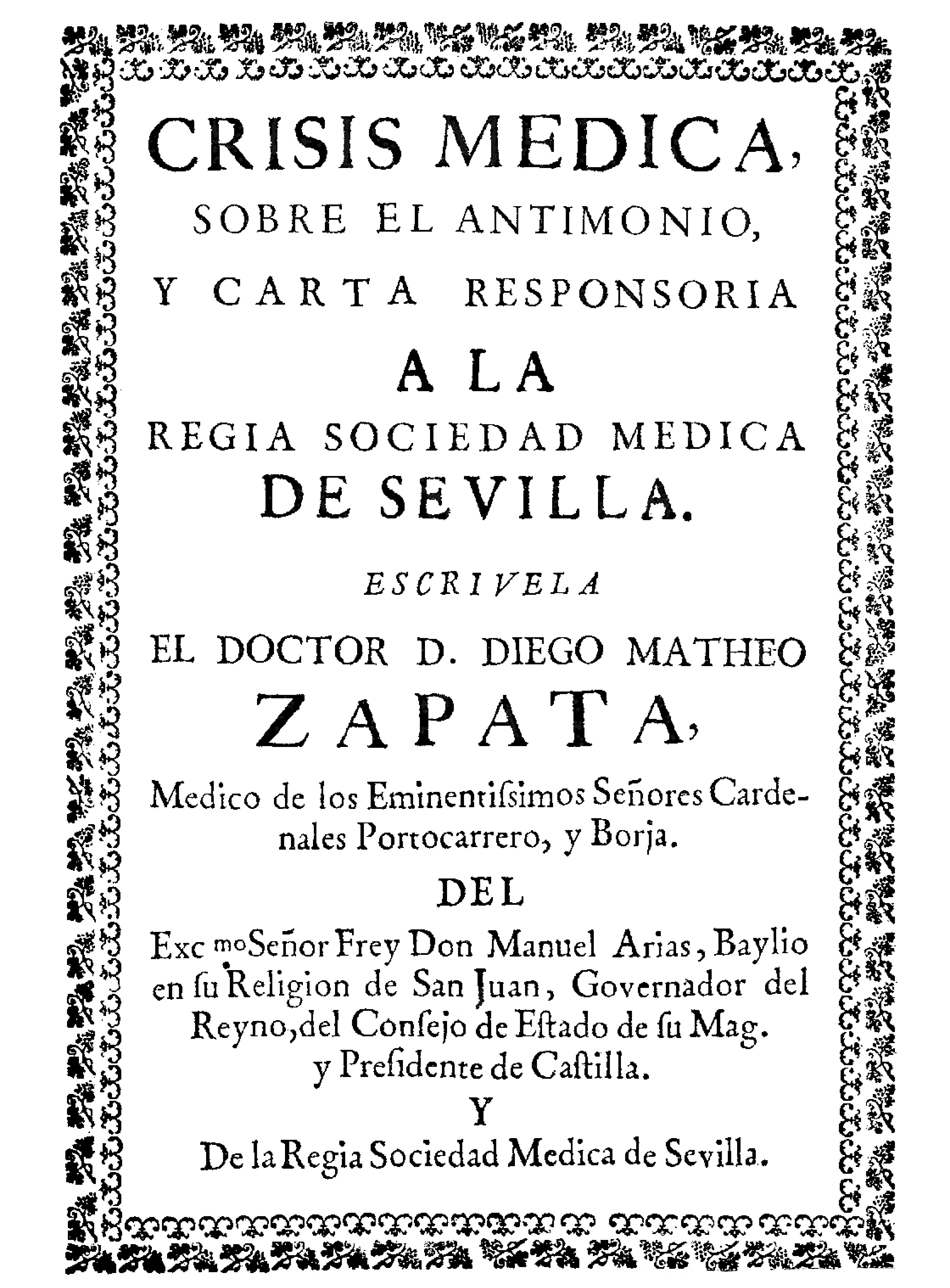
Crisis médica sobre el antimonio (1701)

Acquérant un certain prestige auprès de la Cour, il obtient le statut de membre fondateur de la Société Royale de Médecine et autres Sciences de Séville par le roi Carlos II, en 1700, puis préside cet institut auquel il participe activement en promouvant des idées nouvelles. Il publie l'année suivante Crise médicale sur l'antimoine,,, un ouvrage pamphlétaire qui crée la polémique, sur l'utilisation notamment de l'antimoine en médecine puis, sous un pseudonyme, il se déclare anti-aristotélicien et défend habilement de nouveaux courants philosophiques en 1716 avec Dialogues philosophiques pour la défense de l'atomisme. « Le médecin murcien oppose la nouvelle physique à la philosophie naturelle aristotélicienne, la séparant à son tour de la métaphysique. Il s'intéresse à une philosophie naturelle aux plus grandes conséquences pratiques ».
Il est de nouveau arrêté le 1er mars 1721, accusé par le Saint Office d'être judaïsant et incarcéré dans la prison de l'Inquisition de Cuenca. Après avoir avoué sous la torture puis s'être retracté, il est condamné le 14 janvier 1725 à 1 an de prison, 200 coups de fouet, 10 ans d'exil de sa ville natale et de la Cour, et la confiscation de la moitié de ses biens, lors d'un auto da fe public. Grâce à l'appui du roi Philippe V et d'autres personnages puissants parmi ses patients (comme les cardinaux Portocarrero et Borja , le (es)marquis de Priego ou le duc de Medinaceli), il est emprisonné mais toute la sentence n'est pas appliquée : il peut néanmoins reprendre la pratique de la médecine. Le catalogue de sa bibliothèque établi par l'Inquisition dénombre à cette époque environ 600 volumes.
En 1733, sa Dissertation médico-théologique introduit de nouvelles procédures obstétricales (notamment la césarienne) ainsi que des enjeux de déontologie et de médecine légale. Il publie également une bibliographie abondante et érudite de l'École française de médecine.
Par ailleurs, il finance généreusement en 1742 la réhabilitation de l'église paroissiale de style gothique de San Nicolás de Bari à Murcie, où il avait été baptisé,.

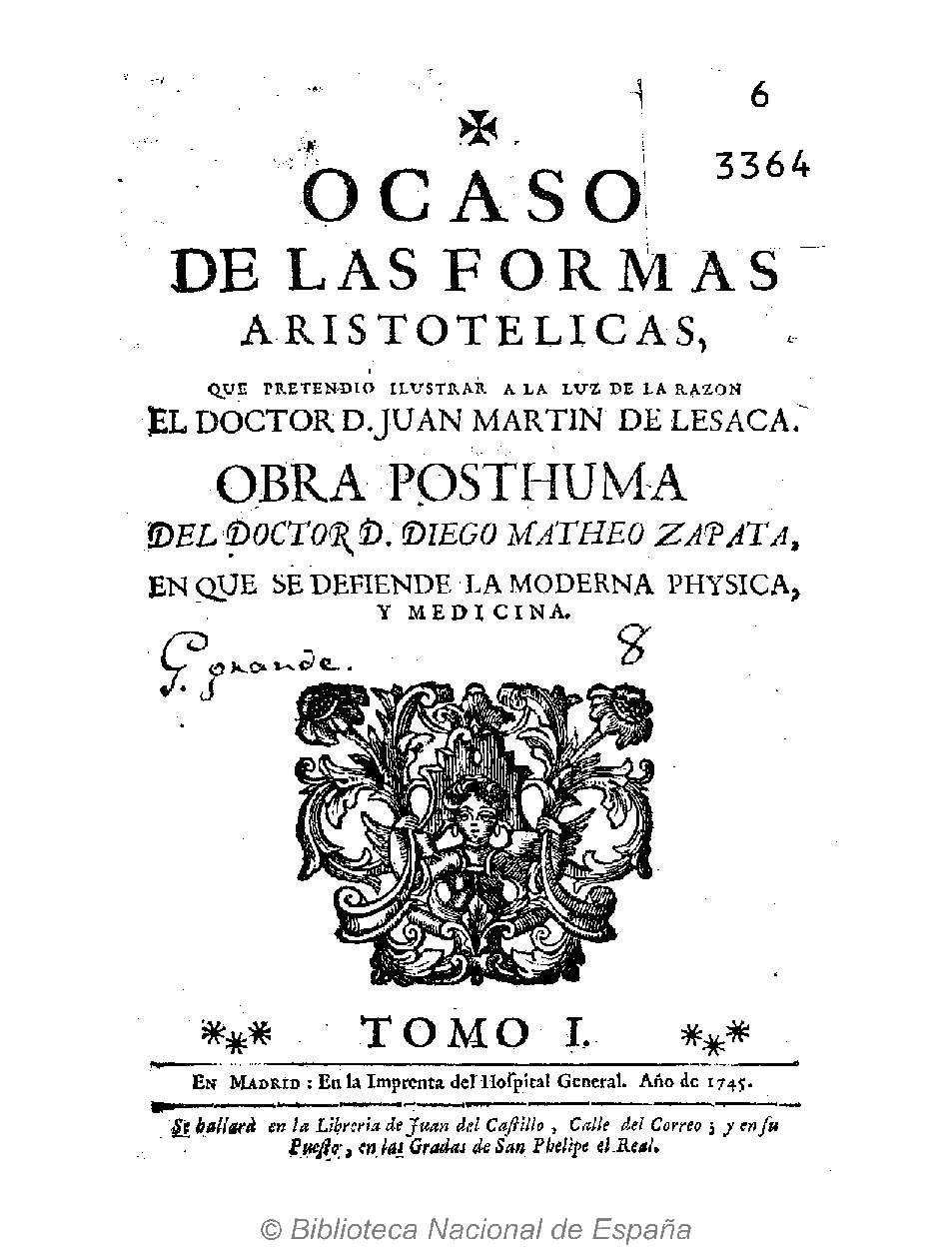
(trad.) Déclin des formes aristotéliciennes, que le Docteur D. Juan Martin de Lesaca entendait illustrer à la lumière de la raison, ouvrage posthume du Docteur D. Diego Matheo Zapata... ; tome I (1745)

L'année de sa mort, est publiée son œuvre fondamentale et inachevée, le Crépuscule des formes aristotéliciennes, où l'éclectique Diego Zapata défend la physique et la médecine modernes ; il « tente de concilier ce qu'il juge le plus commode des différentes doctrines (galénique, iatromécanique, iatrochimique, etc.), en ayant toujours sa propre expérience comme critère de base. Il accepte sans réserve le schéma harveyien de la circulation sanguine, mais quant à la texture de ce liquide, bien qu'il la décrit à partir de Raymond Vieussens et de Robert Boyle, il tente ensuite de prouver avec Galien « la diversité des particules du sang ». Elle met également en évidence l’incompatibilité entre l’acceptation de la circulation sanguine et la pratique de la saignée ». Malgré ses nombreuses traductions, cet ouvrage est placé à l'Index librorum prohibitorum par le Vatican.
Don Diego Matheo Zapata meurt en juillet 1745, et il est inhumé avec les honneurs à Murcie.

## Héritage
Francisco de Goya lui dédie une aquarelle dans laquelle le médecin philosophe apparaît emprisonné et enchaîné, avec la légende « Zapata, ta gloire sera éternelle ».
Il existe un projet Zapata développé par l'(es)Institution Milá y Fontanals du Conseil supérieur de la recherche scientifique (CSIC), en Espagne.

## Œuvres
Les oeuvres de Diego Mateo Zapata, principalement imprimées à Madrid, peuvent se retrouver notamment à la Bibliothèque virtuelle Miguel de Cervantès.
- Verdadera apología en defensa de la Medicina Racional Philosóphica (1691)

- Crisis Médica sobre el antimonio[9],[10] (1701)
- Diálogos filosóficos en defensa del atomismo (1716) sous le pseudonyme d'Alejandro de Avendaño
- Dissertación Médico-Theológica (1733)
- Formas Aristotélicas (1745)